# Hemicloeina somersetensis
Espèce
Synonymes
- Hemicloea somersetensis Thorell, 1881

Hemicloeina somersetensis est une espèce d'araignées aranéomorphes de la famille des Trachycosmidae.

## Distribution
Cette espèce est endémique d'Australie. Elle se rencontre au Queensland et au Territoire du Nord.

## Description
La femelle juvénile syntype mesure 8,5 mm.
Le mâle décrit par Platnick en 2002 mesure 10 mm et la femelle 13 mm.

## Systématique et taxinomie
Cette espèce a été décrite sous le protonyme Hemicloea somersetensis par Thorell en 1881. Elle est placée dans le genre Hemicloeina par Simon en 1893.

## Étymologie
Son nom d'espèce, composé de somerset et du suffixe latin -ensis, « qui vit dans, qui habite », lui a été donné en référence au lieu de sa découverte, Somerset.

## Publication originale
- Thorell, 1881 : « Studi sui Ragni Malesi e Papuani. III. Ragni dell'Austro Malesia e del Capo York, conservati nel Museo civico di storia naturale di Genova. » Annali del Museo Civico di Storia Naturale di Genova, vol. 17, p. 1-727 (texte intégral).